# Sainte-Christine (Québec)
Pour les articles homonymes, voir Sainte-Christine et Sainte Christine.
Sainte-Christine est une municipalité de paroisse dans la municipalité régionale de comté d'Acton au Québec (Canada), située dans la région administrative de la Montérégie.

## Toponymie
Elle est nommée en l'honneur de Christine l'Admirable, religieuse du XIIe siècle.

## Géographie
La rivière le Renne traverse l'est de la municipalité en coulant vers le nord-ouest. 
À partir de son crénon, dans le sud-ouest, la rivière Jaune, un affluent de la rivière Noire, coule vers l'ouest. 

## Démographie
| 1991 | 1996 | 2001 | 2006 | 2011 | 2016 | 2021 |
| ---- | ---- | ---- | ---- | ---- | ---- | ---- |
| 739  | 797  | 754  | 560  | 673  | 730  | 772  |

## Administration
Les élections municipales se font en bloc pour le maire et les six conseillers.
| Sainte-Christine Maires depuis 2001                                                                                   |                            |         |          |
| Élection | Maire                      | Qualité | Résultat |
| 2001 | Huguette St-Pierre-Beaulac |         | Voir     |
| 2005 | Huguette St-Pierre-Beaulac | Voir    |          |
| 2009 | Huguette St-Pierre-Beaulac | Voir    |          |
| 2013 | Huguette St-Pierre-Beaulac | Voir    |          |
| 2017 | Jean-Marc Ménard           |         | Voir     |
| 2021 | Jean-Marc Ménard           | Voir    |          |
| Élection partielle en italique Depuis 2005, les élections sont simultanées dans toutes les municipalités québécoises. |                            |         |          |